# 10919 Pepíkzicha
10919 Pepíkzicha eller 1998 AQ8 är en asteroid i huvudbältet som upptäcktes den 10 januari 1998 av den tjeckiske astronomen Lenka Kotková vid Ondřejov-observatoriet. Den är uppkallad efter Josef Zicha.
Asteroiden har en diameter på ungefär 10 kilometer.